# ذرات بنیادی

مدل استاندارد ذرات بنیادی

در فیزیک ذرات، یک ذرهٔ بنیادی (به انگلیسی: Fundamental particle) یا ذرهٔ ابتدایی (به انگلیسی: Elementary particle) ذره‌ای است که از ذرات دیگر تشکیل نشده است. مدل استاندارد در حال حاضر هفده ذرهٔ متمایز را به رسمیت می‌شناسد - دوازده فرمیون و پنج بوزون. در نتیجهٔ ترکیبات مزه و رنگ و ضد ماده، فرمیون‌ها و بوزون‌ها به ترتیب دارای ۴۸ و ۱۳ وضعیت متغیر هستند. در میان ۶۱ ذره بنیادی که توسط شماره مدل استاندارد پذیرفته شده‌اند: الکترون‌ها و سایر لپتون‌ها، کوارک‌ها و بوزون‌های بنیادی. ذرات زیراتمی مانند پروتون‌ها یا نوترون‌ها که حاوی دو یا چند ذره بنیادی هستند به عنوان ذرات مرکب شناخته می‌شوند.
ماده معمولی از اتم هایی تشکیل شده است که زمانی تصور می شد خود ذرات بنیادی غیرقابل تقسیم هستند. نام اتم از کلمه یونانی باستان ἄτομος ( atomos ) گرفته شده است که به معنای تقسیم ناپذیر یا غیرقابل قطع است . علیرغم تئوری هایی که هزاران سال در مورد اتم ها وجود داشت، وجود واقعی اتم ها تا سال 1905 بحث برانگیز بود. در آن سال آلبرت انیشتین مقاله خود را در مورد حرکت براونی منتشر کرد و نظریه هایی را که مولکول ها را توهمات ریاضی می دانستند، متوقف کرد . انیشتین متعاقباً ماده را به عنوان ماده ای که در نهایت از غلظت های مختلف انرژی تشکیل شده است شناسایی کرد . [ 1 ] [ 3 ]
اجزای زیراتمی اتم برای اولین بار در اواخر قرن نوزدهم شناسایی شدند که با الکترون شروع شد ، سپس پروتون در سال 1919، فوتون در دهه 1920 و نوترون در سال 1932 قرار گرفتند. [ 1 ] در آن زمان ظهور کوانتوم بود. مکانیک تعریف "ذره" را با ارائه درکی که در آن وجودی همزمان را به عنوان امواج ماده انجام می دهد، به شدت تغییر داده بود . [ 4 ] [ 5 ]
از زمان تدوین آن در دهه 1970، توضیحات نظری زیادی در مورد مدل استاندارد و فراتر از آن انجام شده است. اینها شامل مفاهیم ابر تقارن است که با این فرضیه که هر ذره شناخته شده با شریک "سایه ای" بسیار پرجرم تر ارتباط دارد، تعداد ذرات بنیادی را دو برابر می کند. [ 6 ] [ 7 ] با این حال، مانند یک بوزون اولیه اضافی واسطه گرانش، چنین ابر شرکای تا سال 2024 کشف نشده باقی می مانند. [ 8 ] [ 9 ] [ 1 ]

## تاریخچه
ابتدای فیزیک ذرات را می‌توان به قرن پنجم پیش از میلاد و کارهای فیلسوفان اتمیست مانند دموکریت و لئوکیپوس نسبت داد.

### دوره کلاسیک
بررسی علمی ذرات تشکیل دهنده ماده در ۱۸۹۷ و با کشف الکترون توسط تامسون شروع می‌شود. او مدل اتمی موسوم به مدل خمیری تامسون را معرفی کرد. با آزمایش پراکندگی رادرفورد این مدل رد شد و هسته اتم کشف گردید. رادرفورد مدل اتمی خود به نام مدل رادرفورد را معرفی کرد. در ۱۹۱۴ نیلز بور مدل اتمی خود را پیشنهاد کرد. توافق طیف اتمی هیدروژن با نظریه بور بسیار جالب بود. در همین دوره هسته هیدروژن را پروتون نامیدند، اما قادر به توضیح عدد اتمی عناصر دیگر نشدند. سرانجام با کشف نوترون توسط چادویک در سال ۱۹۳۲ دوره کلاسیک ذرات بنیادی به پایان رسید.

### ۱۹۳۲–۱۹۴۷
سه مبحث مهم در این دوره مطرح گشتند:

#### مزون‌ها
سؤالی که پیش می‌آمد این بود که چه چیزی پروتون‌های با بار مثبت را در هسته در کنار هم نگه می‌داشت؟
در ۱۹۳۴ یوکاوا وجود نیروی قوی هسته‌ای را پیش‌بینی نمود. اینشتین قبلاً ذره‌ای را حامل نیروی الکترومغناطیس توصیف کرده بود این ذره فوتون نام داشت. حال سؤال این بود که آیا این نیروی جدید را هم می‌شود با یک ذره حامل نشان داد؟ که یوکاوا نام ذره پیشنهادی حامل این نیرو را مزون گذاشت. هرچند بعدها این ذره میون نامیده شد و مزون به رده دیگری از ذرات گفته شد. در سال ۱۹۳۷ این ذره در آزمایشگاه کشف شد.

#### پادذره‌ها
در ۱۹۲۷ هنگامی که دیراک معادله شرودینگر را به صورت نسبیتی بازنویسی کرد به جواب عجیبی برخورد. به ازای هر جواب مثبت انرژی، یک جواب منفی نیز به دست می‌آمد. دیراک این جواب‌ها را با نظریه حبابی توصیف کرد تا این که در دهه چهل میلادی فاینمن تعریف ساده‌تری برای این جواب ارائه داد، این جواب‌ها ذرات پادماده را توصیف می‌کردند. در ۱۹۳۱ پاد ماده الکترون، در ۱۹۵۵ پاد ماده پروتون در آزمایشگاه کشف شدند.

#### نوترینوها
در ۱۹۳۰ بررسی واپاشی هسته خواص عجیبی را نشان می‌داد. مقداری از انرژی طی واپاشی گم می‌شد. ولفگانگ پاولی پیش‌بینی کرد که ذره‌ای دیگر این انرژی را با خود حمل می‌کند. این ذره را نوترینو نامیدند. نوترینو سال‌ها بعد در آزمایشگاه کشف شد.
با این اکتشاف‌ها گمان می‌رفت که تمام ذرات بنیادی یافت شده و مشکل توضیح داده نشده‌ای وجود ندارد.

### جنگل ذرات
در سال ۱۹۴۷ راچستر و باتلر در اتاقک ابر پدیده‌ای جدید را مشاهده کردند. این یک ذره جدید بود پس از آن موجی از اکتشافات ذرات جدید به راه افتاد. این ذرات نوین را ذرات شگفت نامیدند چون خواص شگفتی داشتند. تعداد زیاد ذره‌ها و این که نمی‌توانستند این ذرات را دسته‌بندی کنند سردرگمی زیادی در فیزیک ذرات بنیادی به وجود آورد.

### مدل کوارک و راه هشت‌گانه
در ۱۹۶۱ موری گلمان روشی برای دسته‌بندی ذرات کشف شده ارائه کرد. او جدولی که به نام راه هشت‌گانه بود را ساخت که توسط آن می‌شد ذرات بنیادی کشف شده را دسته‌بندی کرد. این کار شبیه به جدول تناوبی مندلیف بود.
بر اساس این جدول در ۱۹۶۴ گلمان و شوایگ پیشنهاد کردند که در واقع این ذرات کشف شده خود از ذرات ریزتری تشکیل شده‌اند که این ذرات را کوارک نامیدند.
مدل کوارک بسیاری از خواص ذرات را به درستی پیش‌بینی می‌کرد ولی بنیان تجربی برای درستی مدل کوارکی وجود نداشت.

### انقلاب نوامبر
در نوامبر ۱۹۷۴ دو تیم پژوهشی به صورت هم‌زمان مزون جدیدی به نام مزون سای را کشف کردند. به این رویداد انقلاب نوامبر گفته می‌شود. بحث‌های زیادی در مورد ماهیت این ذره درگرفت ولی سر انجام تنها مدل کوارکی بود که توصیف درستی از این ذرات ارائه داد. این در واقع بر پایه چهارمین کوارکی بود که مدل کوارکی پیشنهاد می‌داد. پس از این کشف مدل کوارکی وجود شش کوارک را پیش‌بینی کرد.

### مدل استاندارد
در ۱۹۷۸ سرانجام یک توصیف همه‌جانبه از ذرات بنیادی به وجود آمد که با این توصیف مدل استاندارد ذرات بنیادی گفته‌می‌شود. مدل استاندارد هنوز هم در فیزیک ذرات کاربرد دارد.

## رده‌بندی ذرات بنیادی

### فرمیون‌های بنیادی
فرمیون‌های بنیادی به دو گروه اصلی کوارک و لپتون طبقه‌بندی می‌شوند.

#### کوارک
کوارک‌ها ذراتی هستند که هر چهار نیروی بنیادی بر آن‌ها اثر می‌گذارد.
1. کوارک بالا و کوارک پایین
2. کوارک شگفت و کوارک افسون
3. کوارک سر و کوارک ته

#### لپتون
ذراتی که تنها نیروی هسته‌ای قوی بر آن‌ها اثر نگذارد، لپتون نامیده می‌شوند.
1. الکترون و الکترون نوترینو
2. میون و میون نوترینو
3. تاو و تاو نوترینو

### بوزون‌های بنیادی
بوزون‌های بنیادی به دو دسته بوزون‌های پیمانه‌ای و بوزون نرده‌ای تقسیم می‌شوند.

#### بوزون‌های پیمانه‌ای
حامل‌های نیروهای بنیادی طبیعت این دسته را تشکیل می‌دهند.
1. فوتون
2. بوزون‌های دبلیو و زد
3. گلوئون
4. گراویتون (ذره فرضی)

#### بوزون نرده‌ای
بوزون هیگز

#### فراوانی کیهانی ذرات بنیادی در کیهان
بر مبنای مدل‌های کنونیِ هسته‌زایی مه‌بانگ، ترکیب اولیه ماده در جهان قابل مشاهده باید حدود ۷۵٪ هیدروژن و ۲۵٪ هلیوم ۴ (درصد جرمی) باشد. نوترون‌ها از یک کوارک بالا و دو پایین ساخته شده‌اند، در حالی که پروتون‌ها از دو کوارک بالا و یک کوارک پایین ساخته شده‌اند. از آنجا که سایر ذرات بنیادی معمول (مانند الکترون‌ها، نوترینوها یا بوزون‌های ضعیف) در مقایسه با هسته‌های اتمی بسیار سبک یا بسیار نادر هستند، می‌توان از سهم توده آن‌ها در کل جهان قابل مشاهده صرف‌نظر کرد؛ بنابراین می‌توان نتیجه گرفت که بیشتر جرم قابل مشاهده در جهان از پروتون و نوترون تشکیل شده‌است، که مانند همهٔ باریون‌ها، به نوبهٔ خود شامل کوارک‌های بالا و کوارک‌های پایین هستند.
برخی تخمین‌های ارائه‌شده نشان می‌دهد که تقریباً ۱۰۸۰ باریون (تقریباً تمامی پروتون‌ها و نوترون‌ها) در جهان قابل مشاهده وجود دارد.
به تعداد پروتون‌های موجود در جهان قابل مشاهده عدد ادینگتون گفته می‌شود که در فیزیک و کیهان‌شناسی کاربرد دارد.
از نظر تعداد ذرات، برخی تخمین‌ها که عبارت «تقریباً کل ماده» را به‌کار برده‌اند، افزوده‌اند: به استثنای ماده تاریک، و نوترینوها را شامل می‌شود، که اکثریت تقریباً ۱۰۸۶ ذرهٔ بنیادی ماده را تشکیل می‌دهند که در جهان قابل مشاهده وجود دارد.
برآوردهای دیگر حاکی از آن است که تقریباً ۱۰۹۷ ذره بنیادی در جهان قابل مشاهده (بدون احتساب ماده تاریک) وجود دارد، که بیشتر فوتون‌ها و دیگر ذرات حامل نیروی بدون جرم هستند.

## مدل استاندارد
مدل استاندارد فیزیک ذرات بنیادی، نام نظریه‌ای مربوط به نیروهای الکترومغناطیس، هسته‌ای قوی، هسته‌ای ضعیف و همچنین طبقه‌بندی ذرات زیراتمی شناخته‌شده‌است. این مدل در نیمه دوم قرن بیستم در نتیجه تلاش‌های مشارکت‌آمیز دانشمندان در عرصه جهانی شکل گرفت. در این مدل جهان و نیروهای بنیادی به جز گرانش، از ۶۱ ذره بنیادی تشکیل شده‌اند. مدل استاندارد در حال حاضر نظریه اصلی و مورد پذیرش جامعه علمی در مورد ذرات بنیادی می‌باشد. در ساختار اصلی مدل استاندارد نیروی گرانش بررسی نمی‌شود اما در برخی تعمیم‌های مدل استاندارد نیروی گرانش توسط ذره‌ای به نام گراویتون توضیح داده می‌شود.

## فراتر از مدل استاندارد
مدل استاندارد با وجود موفقیت‌های زیاد، قادر به توضیح کلیه پارامترها نیست و باید برخی از پارامترها به صورت اختیاری در نظریه وارد شود. برای رفع این موضوع نظریه‌هایی فراتر از مدل استاندارد ارائه گشته‌است.

### نظریه وحدت بزرگ
نظریّهٔ وحدت بزرگ یاGUT به هرکدام از نظریه‌ها و مدل‌هایی می‌گویند که پیش‌بینی‌شان این است که در انرژی‌های بسیار بالا (بیشتر از {\displaystyle 10^{14}GeV}) نیروهای الکترومغناطیسی، هسته‌ای ضعیف و هسته‌ای قوی یک میدان نیروی واحد بوده‌اند.

### گرانش کوانتومی
گرانش کوانتومی، مبحثی در فیزیک نظری است که قصد آن متحد کردن نظریه نسبیت عام با مکانیک کوانتومی است.

### ابرتقارن
در نظریه‌های ابرتقارن به ازای هر فرمیون یک بوزون ابرشریک آن و به ازای هر بوزون یک فرمیون ابرشریک فرض می‌شود.

### نظریه ریسمان
در نظریه ریسمان، بنیادی‌ترین حالت ماده ریسمان‌ها نامیده می‌شوند که ارتعاش‌های مختلف آن‌ها ذرات بنیادی دیگر را تولید می‌کند.